# Scaptodrosophila throckmortoni
Scaptodrosophila throckmortoni är en tvåvingeart som först beskrevs av Toyohi Okada 1973.  Scaptodrosophila throckmortoni ingår i släktet Scaptodrosophila och familjen daggflugor. Inga underarter finns listade i Catalogue of Life.